# Rose of the Rancho (film, 1914)

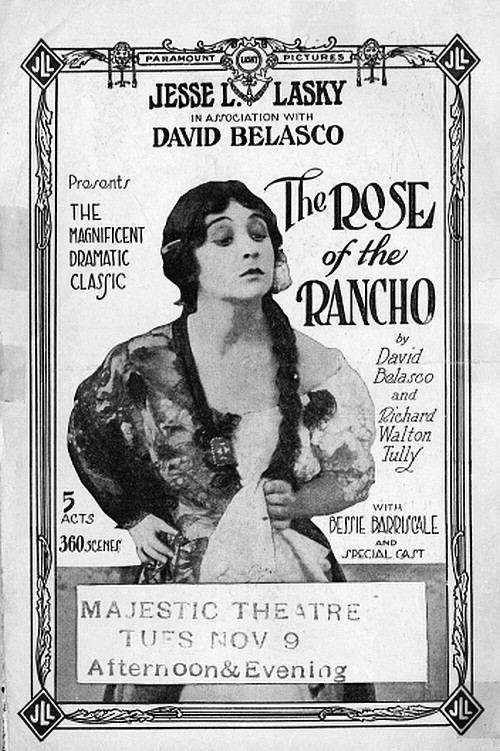
Affiche du film

Pour les articles homonymes, voir Rose of the Rancho.
Rose of the Rancho est un western muet américain produit et réalisé par Cecil B. DeMille, sorti en 1914.

## Fiche technique
- Titre : Rose of the Rancho
- Réalisation : Cecil B. DeMille et Wilfred Buckland
- Scénario : Cecil B. DeMille d'après une pièce de David Belasco et Richard Walton Tully
- Photographie : Alvin Wyckoff
- Montage : Cecil B. DeMille
- Production : Cecil B. DeMille
- Pays d'origine :  États-Unis
- Lieu de tournage :  Lasky Ranch, Los Angeles
- Durée : 5 bobines[1]
- Date de sortie : 
  - États-Unis : 15 novembre 1914

## Distribution

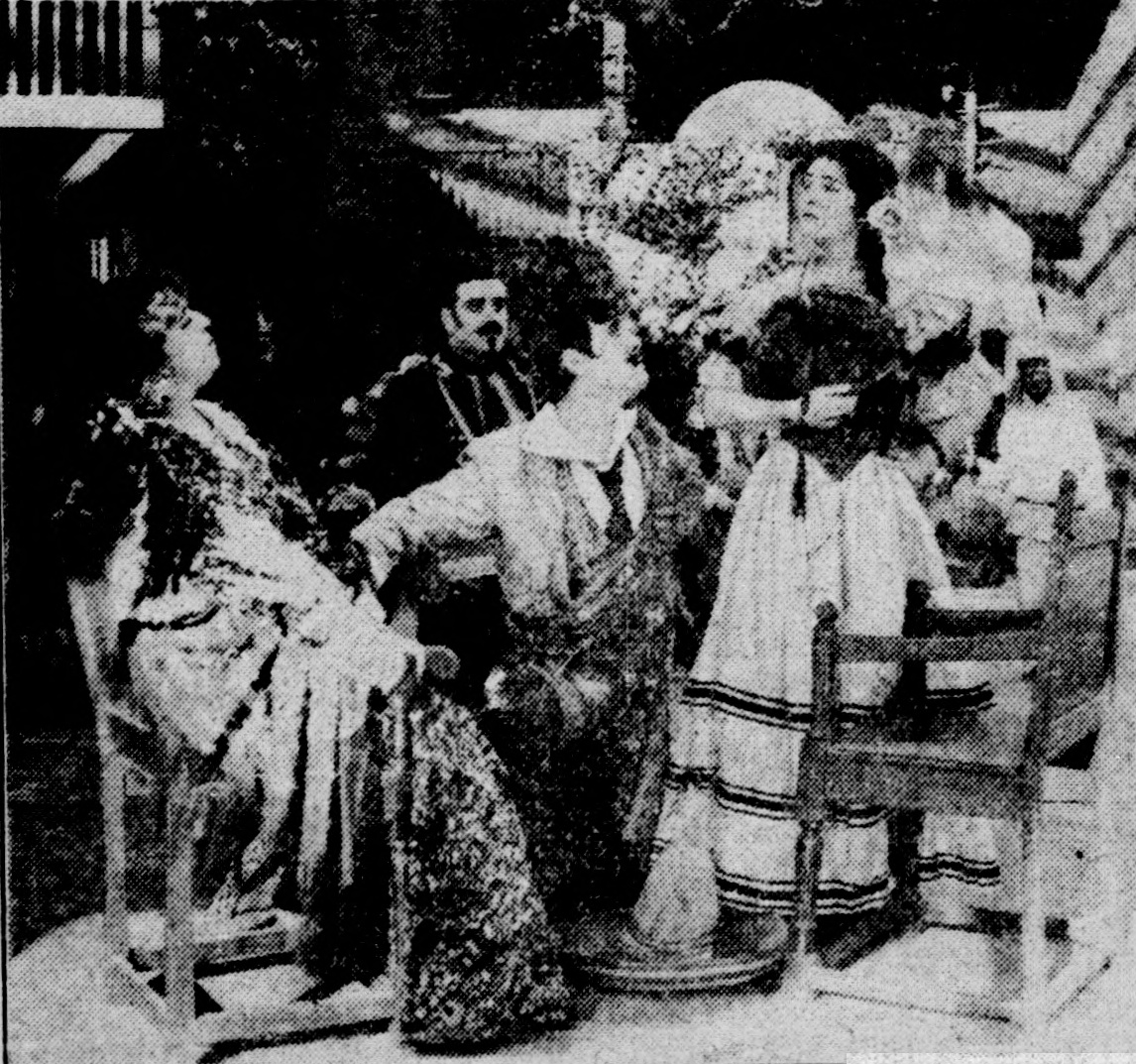
Scène du film (photo parue dans un journal en 1915)

- Bessie Barriscale : Juanita Castro
- Jane Darwell : Senora Castro Kenton / Mère de Juanita
- Dick La Reno : Esra Kincaid
- Jack W. Johnston : Kearney
- Monroe Salisbury : Don Luis Del Torre
- James Neill : Padre Antonio
- Sydney Deane : Espinoza - Ranch Owner
- William Elmer : Half Breed
- Jeanie Macpherson : Isabelita